# سان جواكوين (كاليفورنيا)
سان جواكوين (بالإنجليزية: San Joaquin )‏ هي إحدى مدن مقاطعة فريسنو، كاليفورنيا. تم إعطاءها لقب مدينة في 14 فبراير، 1920.

## التركيبة السكانية
حدّد مكتب تعداد الولايات المتحدة بيانات التركيبة السكانية لسان جواكوين في تعداد الولايات المتحدة. في ما يلي، التركيبة السكانية حسب تعدادي 2000 و2010.

### تعداد عام 2000
بلغ عدد سكان سان جواكوين 3,270 نسمة بحسب تعداد عام 2000، وبلغ عدد الأسر 702 أسرة وعدد العائلات 637 عائلة مقيمة في المدينة. في حين سجلت الكثافة السكانية 1,054.8 نسمة لكل كيلومتر مربع (2,731.9/ميل2). وبلغ عدد الوحدات السكنية 735 وحدة بمتوسط كثافة قدره 237.1 لكل كيلومتر مربع (614.1/ميل2).
وتوزع التركيب العرقي للمدينة بنسبة 35.44% من البيض و0.21% من الأمريكيين الأفارقة و1.56% من الأمريكيين الأصليين و3.61% من الأمريكيين ذوي الأصول الآسيوية و53.73% من الأعراق الأخرى و5.44% من عرقين مختلطين أو أكثر و91.99% من الهسبانيون أو اللاتينيون من أي عرق.
بلغ عدد الأسر 702 أسرة كانت نسبة 75.1% منها لديها أطفال تحت سن الثامنة عشر تعيش معهم، وبلغت نسبة الأزواج القاطنين مع بعضهم البعض 70.9% من أصل المجموع الكلي للأسر، ونسبة 12.5% من الأسر كان لديها معيلات من الإناث دون وجود شريك، بينما كانت نسبة 7.3% من الأسر لديها معيلون من الذكور دون وجود شريكة وكانت نسبة 9.3% من غير العائلات. تألفت نسبة 6.7% من أصل جميع الأسر من عدة أفراد يعيشون في نفس المنزل ونسبة 4.1% كانت تتألف من شخص يعيش بمفرده يبلغ من العمر 65 عاماً أو أكثر. وبلغ متوسط حجم الأسرة المعيشية 4.66، أما متوسط حجم العائلات فبلغ 4.79.
بلغ العمر الوسطي للسكان 22.1 عاماً. وكانت نسبة 41.2% من القاطنين تحت سن الثامنة عشر، وكانت نسبة 14.2% بين الثامنة عشر والرابعة والعشرين عاماً، ونسبة 27.9% كانت واقعةً في الفئة العمرية ما بين الخامسة والعشرين والرابعة والأربعين عاماً، ونسبة 12.7% كانت ما بين الخامسة والأربعين والرابعة والستين، ونسبة 4% كانت ضمن فئة الخامسة والستين عاماً فما فوق. يوجد لكل 100 أنثى 113.6 ذكر، ويوجد لكل 100 أنثى في الثامنة عشر من عمرها فما فوق 114.3 ذكر.
بلغ متوسط دخل الأسرة في المدينة 24,934 دولارًا، أما متوسط دخل العائلة فبلغ 25,441 دولارًا. وكان متوسط دخل الذكور 20,382 دولارًا مقابل 16,023 دولارًا للإناث. وسجل دخل الفرد الخاص بالمدينة 6,607 دولارًا. وكانت نسبة 33.9% من العائلات ونسبة 34.6% من السكان تحت خط الفقر، وكان من هؤلاء نسبة 41.2% تحت سن الثامنة عشر ونسبة 23.7% في الخامسة والستين من العمر وما فوق.

### تعداد عام 2010
بلغ عدد سكان سان جواكوين 4,001 نسمة بحسب تعداد عام 2010، وبلغ عدد الأسر 882 أسرة وعدد العائلات 815 عائلة مقيمة في المدينة. في حين سجلت الكثافة السكانية 1,290.6 نسمة لكل كيلومتر مربع (3,342.6/ميل2). وبلغ عدد الوحدات السكنية 934 وحدة بمتوسط كثافة قدره 301.3 لكل كيلومتر مربع (780.4/ميل2).
وتوزع التركيب العرقي للمدينة بنسبة 49.14% من البيض و0.77% من الأمريكيين الأفارقة و1.35% من الأمريكيين الأصليين و0.92% من الأمريكيين ذوي الأصول الآسيوية و44.14% من الأعراق الأخرى و3.67% من عرقين مختلطين أو أكثر و95.60% من الهسبانيون أو اللاتينيون من أي عرق.
بلغ عدد الأسر 882 أسرة كانت نسبة 74.8% منها لديها أطفال تحت سن الثامنة عشر تعيش معهم، وبلغت نسبة الأزواج القاطنين مع بعضهم البعض 68.1% من أصل المجموع الكلي للأسر، ونسبة 18.5% من الأسر كان لديها معيلات من الإناث دون وجود شريك، بينما كانت نسبة 5.8% من الأسر لديها معيلون من الذكور دون وجود شريكة وكانت نسبة 7.6% من غير العائلات. تألفت نسبة 5.4% من أصل جميع الأسر من عدة أفراد يعيشون في نفس المنزل ونسبة 2.3% كانت تتألف من شخص يعيش بمفرده يبلغ من العمر 65 عاماً أو أكثر. وبلغ متوسط حجم الأسرة المعيشية 4.54، أما متوسط حجم العائلات فبلغ 4.66.
بلغ العمر الوسطي للسكان 23.6 عاماً. وكانت نسبة 41.3% من القاطنين تحت سن الثامنة عشر، وكانت نسبة 10.7% بين الثامنة عشر والرابعة والعشرين عاماً، ونسبة 27.5% كانت واقعةً في الفئة العمرية ما بين الخامسة والعشرين والرابعة والأربعين عاماً، ونسبة 16.1% كانت ما بين الخامسة والأربعين والرابعة والستين، ونسبة 4.4% كانت ضمن فئة الخامسة والستين عاماً فما فوق. وتوزع التركيب الجنسي للسكان بنسبة 50.7% ذكور و49.3% إناث.

## أعلام
- بادي أوستين
- إيملي بست
- لي روبرتس
- ريتشارد أ. بيتمان